# Burgundi
Burgundi patřili mezi východogermánské kmeny, které sídlily původně na baltském pobřeží mezi ústím Odry a Visly. Ve 3. století je prameny zachycují ve středním Poohří a na území pozdější Lužice. Počátkem 5. století překročili spolu s dalšími kmeny limes romanus na Rýnu a vtrhli do Galie. Kolem roku 413 založili říši, která se rozkládala kolem města Wormsu (Wormská říše je známá ze středověkého eposu Píseň o Nibelunzích) a Mohuče. Ta byla v letech 435–437 zničena Huny.
Roku 443 usadil římský vojevůdce Flavius Aetius Burgundy v okolí Ženevského jezera. Jejich úkolem se stalo bránit římskou říši před Alamany, kteří tehdy sídlili na území dnešního jihozápadního Německa. Roku 457 obdrželi Burgundi status římských foederátů. V té době se však burgundská říše osamostatnila. Burgundská aristokracie postupně splynula s římskou, odlišovalo je však vyznání, neboť Burgundi byli ariáni. Později král Sigismund (516–524) přestoupil ke katolictví a ke konverzi přinutil také zbývající ariánské obyvatelstvo.
Roku 500 byli Burgundi poraženi franským králem Chlodvíkem, ale uchovali si ještě samostatnost. Teprve za vlády Chlodvíkových synů bylo Burgundsko po dlouhých bojích roku 534 dobyto a připojeno k franské říši. Později, v dobách oslabení ústřední moci, se stalo jedním z dílčích království franské říše nazývaným první Burgundské království.
Jejich jazyk, germánská burgundština, zanikl kolem roku 700.